# 唐河站
唐河站，位于中华人民共和国河南省南阳市唐河县，是宁西铁路上的火车站，始建于2000年，并于2005年启用，由郑州局集团南阳车务段管辖。

## 歷史
- 建于2000年。
- 2005年通车启用。

## 車站周邊
- 大张庄社区居委会
- 唐河县粮油产业园区
- 唐河县行政服务中心
- 唐河县市场中心市场管理办公室
- 城关城郊客运站
- 友兰双语实验学校

## 外部連結
- 中国铁路客户服务中心（页面存档备份，存于）